# Ramon Casas et Pere Romeu sur un tandem
Ramon Casas et Pere Romeu sur un tandem est un tableau réalisé par le peintre espagnol Ramon Casas en 1897. Cette huile sur toile est un double portrait qui représente l'artiste menant un tandem la pipe aux lèvres avec Pere Romeu en danseuse derrière lui. Destinée à la décoration de l'intérieur d'Els Quatre Gats, le cabaret barcelonais amené à devenir un lieu-clé du modernisme catalan, l'œuvre fait partie depuis 1964 des collections du musée national d'Art de Catalogne.